# Spolek za staré Vrahovice
Spolek za staré Vrahovice je spolek působící v městské části Prostějova – Vrahovice.

## Činnost
Byl založen v roce 2003, od roku 2005 sídlí v budově železniční zastávky Vrahovice. Mezi jeho hlavní činnosti patří historicko-vlastivědná práce, ochrana přírody a propagace Vrahovic. Spolek uspořádal čtyři výstavy o místní historii a vydal pohlednici. Angažoval se v pojmenování nových ulic po místních rodácích – Josefu Střížovi, Františku Kopečném a Zdeňku Tylšarovi. Spolek za staré Vrahovice také inicioval vyhlášení dvou stromů za památné (Střížova lípa a Lípa u Sarkandera). V letech 2010–2015 vybudoval okrasný park Arboretum Vrahovice, který i v současnosti (2024) provozuje. V prosinci 2019 vydal knihu o moderních dějinách Vrahovic.

## Fotogalerie

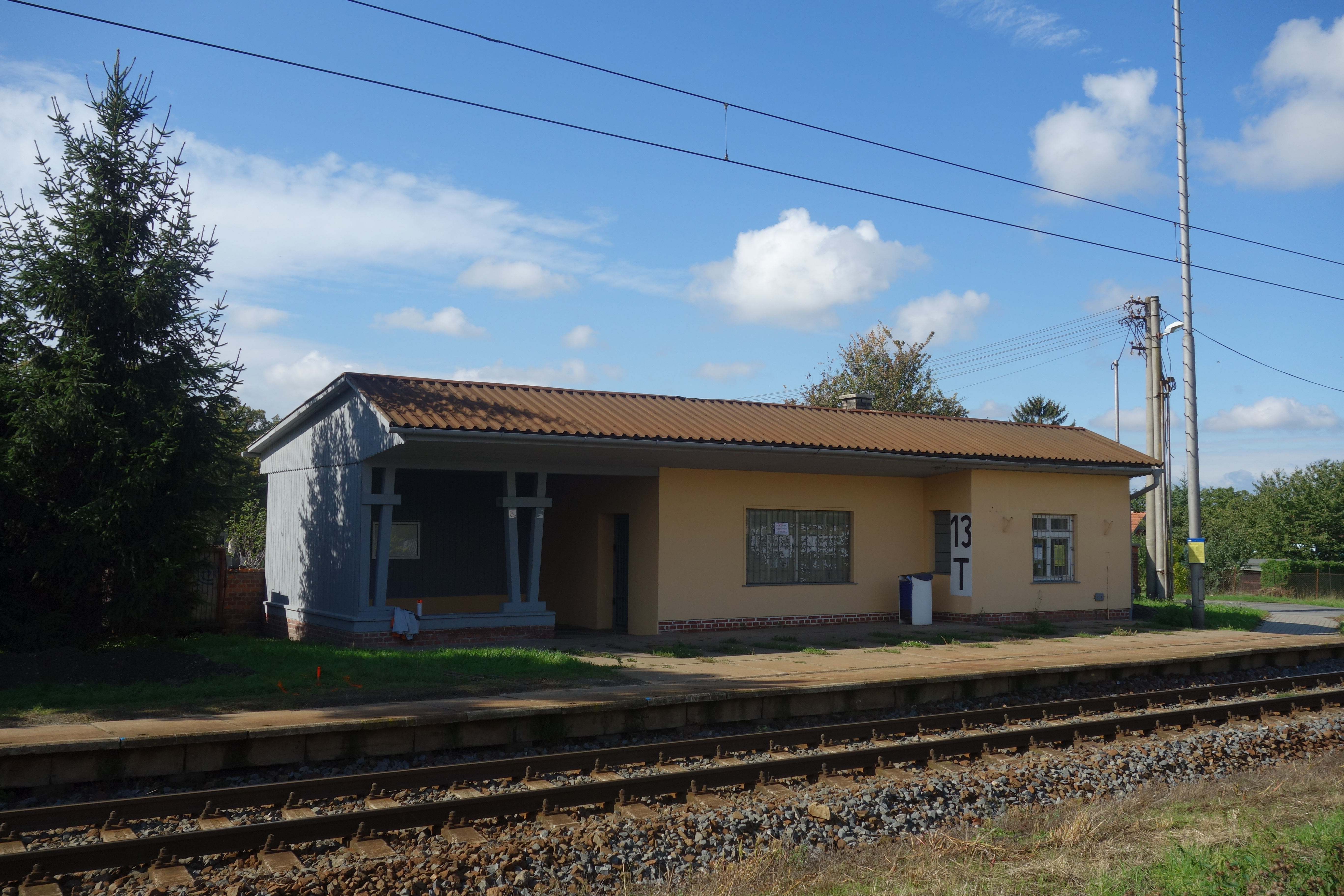
Železniční zastávka Vrahovice (sídlo spolku)
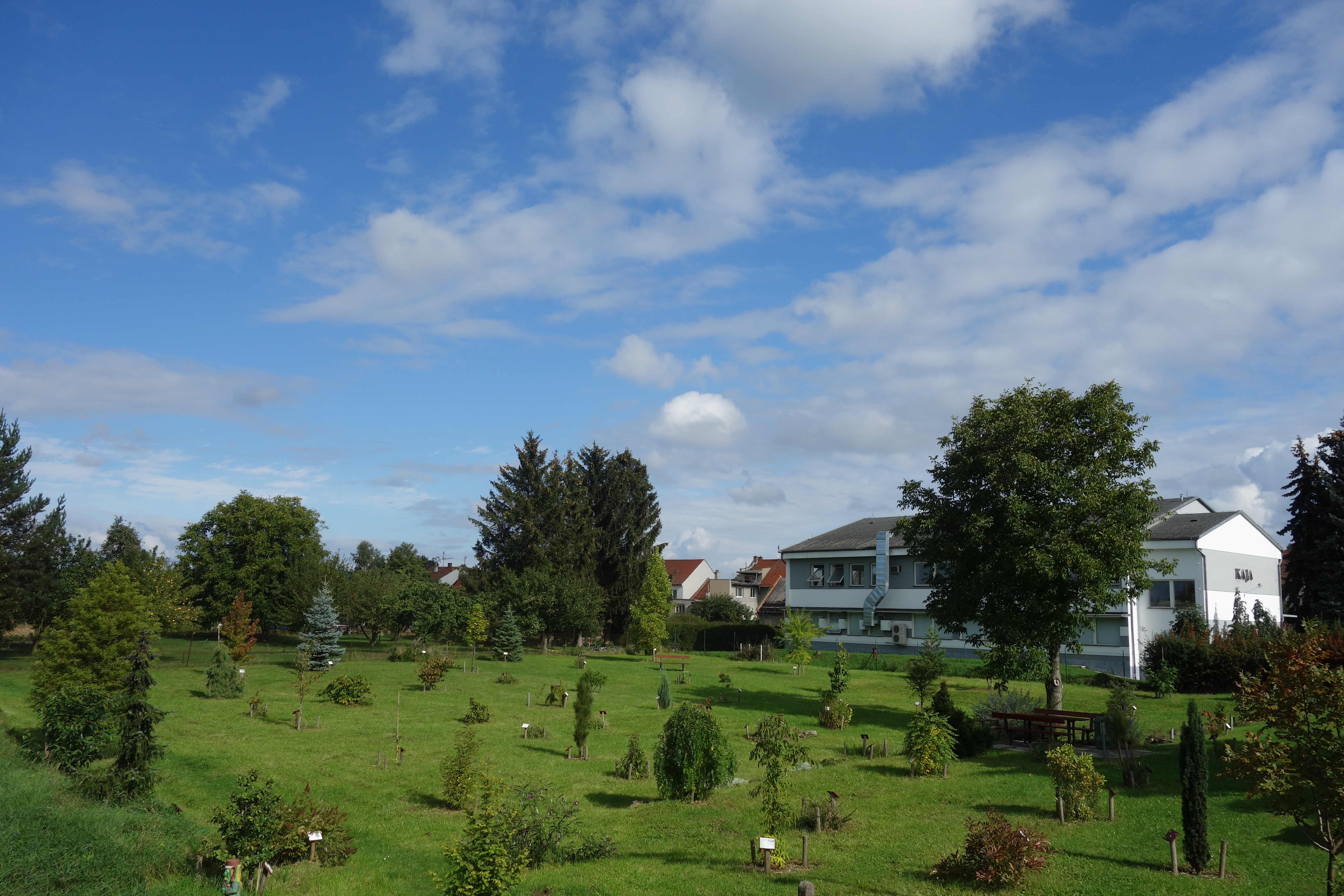
Arboretum Vrahovice